# Agapanthia viti
Agapanthia viti es una especie de escarabajo del género Agapanthia, familia Cerambycidae. Fue descrita científicamente por Rapuzzi & Sama en 2012.
Habita en Croacia, Hungría, Serbia y Eslovaquia. Esta especie mide aproximadamente 7-13 mm y su período de vuelo ocurre en los meses de abril, mayo y junio.